# Jerzy Bursa
Jerzy Bursa (ur. 1 stycznia 1925 w Przemyślu, zm. 9 kwietnia 2011) – polski specjalista w zakresie przetwórstwa tworzyw sztucznych, prof. dr hab. inż., współtwórca i kierownik Zakładu Przetwórstwa Materiałów Metalowych i Polimerowych Politechniki Śląskiej.

## Odznaczenia
- Krzyż Oficerski Orderu Odrodzenia Polski
- Krzyż Komandorski Orderu Odrodzenia Polski
- Złoty Krzyż Zasługi
- Srebrna Odznaka Założonemu dla Rozwoju Województwa Katowickiego
- Odznaka Zasłużony dla politechniki Śląskiej
- Medal 40-lecia Politechniki Śląskiej

## Wybrana bibliografia autorska
- Działanie tworzyw sztucznych jako środków przeciwciernych w procesie tłoczenia stali (Politechnika Śląska, Gliwice, 1968)
- Rury stalowe z powłokami z tworzyw sztucznych (Wydawnictwa Naukowo-Techniczne, Warszawa, 1973)